# Пихта густая
Пи́хта густа́я (лат. Abies densa) — вид хвойных растений рода Пихта (Abies) семейства Сосновые (Pinaceae). Впервые описана британским ботаником Уильямом Гриффитом в 1854 году.

## Распространение и среда обитания
Известна из Бутана, Китая (Тибет), северо-востока Индии (включая Сикким) и Непала.
Встречается в горах на высотах 2800—3700 м.

## Ботаническое описание
Дерево высотой до 60 м. Ветви серовато-жёлтые или светло-коричневые, к 2—3 году роста становятся более-менее опушёнными, цветом от желтовато-серых до серовато-коричневых.
Зимние почки смолистые.
Шишки почти сидячие, со временем окрашиваются в чёрно-фиолетовый оттенок. Семена клиновидно-продолговатые, с усечённой верхушкой, имеют придатки в виде крылышек чёрно-коричневого оттенка.

## Значение
В Гималаях используется в жилищном строительстве. Дерево относительно недавно начали культивировать в Европе; как садово-парковое растение оно всё ещё выращивается редко.

## Охранный статус
Abies densa широко распространён на всех участках своего ареала. Международный союз охраны природы считает вид вызывающим наименьшие опасения («least concern»).

## Синонимы
Синонимичные названия:
- Abies fabri subsp. fordei (Rushforth) Silba
- Abies fordei Rushforth
- Abies spectabilis subsp. densa (Griff.) Silba
- Abies spectabilis var. densa (Griff.) Silba